# Ectinope
Ectinope is een kevergeslacht uit de familie van de boktorren (Cerambycidae). De wetenschappelijke naam van het geslacht werd voor het eerst geldig gepubliceerd in 1875 door Pascoe.

## Soorten
Ectinope is monotypisch en omvat slechts de volgende soort:
- Ectinope spinicollis Pascoe, 1875